# Пержина, Франтишек
Фра́нтишек Пе́ржина (также встречается вариант произношения фамилии Пае́ржина; чеш. František Peřina; 8 апреля 1911, Моркувки, Австро-Венгрия — 6 мая 2006, Прага, Чехия) — чехословацкий лётчик-ас Второй мировой войны, имеющий 12 побед в воздушных боях с противником.
Среди чехословацких лётчиков-истребителей Второй мировой Пержина считается четвёртым по количеству сбитых самолётов противника, после Карела Куттельвашера, Алоиса Вашатко и Йозефа Франтишека. При этом Пержина был первым среди них, кто получил статус аса-истребителя (то есть сбил пять самолётов противника), вторым среди чехов в рядах ВВС Франции в 1940 году и единственным, кто получил признание на родине после 1989 года.
За свою лётную карьеру Пержина служил в военно-воздушных силах Чехословакии, Франции и Великобритании, имел лицензию гражданского пилота в Канаде. В Соединённых Штатах Америки Франтишек работал в авиастроительной промышленности, имел отношение к разработке решений для космической программы. После возвращения на родину, в Чехию, Пержина был встречен как национальный герой.

## Биография
Франтишек Пержина родился в крестьянской семье 8 апреля 1911 года в деревне Моркувки, район Бржецлав Южноморавского края (на тот момент Австро-Венгрия). После пяти лет начальной и трёх лет средней школы Франтишек поступает в училище, где три года осваивает профессию машиниста, а после полгода работает по специальности.
После увиденного в Брно воздушного парада Пержина решил стал лётчиком и охотно откликнулся на набор в Чехословацкие воздушные силы. 1 октября 1929 года началось его обучение в Военно-авиационном училище в Простеёве, где первыми освоенными самолётами Франтишека стали учебные бипланы «Летов Š-10» (лицензированный аналог австро-венгерского Ганза-Бранденбурга B.I), Š-14 и Š-18. После окончания курсов Франтишек в сентябре 1931 года принял присягу и получил назначение в 5-ю наблюдательную эскадрилью 2-го авиационного полка в звании лётчика I класса.

### Чехословацкие ВВС
В начале 1932 года Пержина был направлен на четырёхмесячные курсы истребителей в Хебе, где осваивал взаимодействия типа воздух-воздух и воздух-земля на новых для себя видах бипланов и монопланов, в частности на «Авиа» BH-9, BH-10 и BH-11, на которых учился аэробатике. По окончании курсов и возвращении в часть Пержина был прикреплён к 34-й истребительной эскадрильи, базировавшейся в Оломоуце, а когда её перебросили на другой аэродром, к сменившей её 36-й (во время этой передислокации Пержина познакомился с другим будущим чехословацким лётчиком-асом Йозефом Франтишеком).
В 1937 году Франтишек Пержина на «Авиа B-534» представлял Чехословацкие ВВС на IV международном авиасалоне в Цюрихе, где познакомился с немецкими лётчиками-асами Первой мировой войны Эрнстом Удетом и Эрхардом Мильхом. Команда Германии была оснащена бипланами «Хейнкель He 51» и новыми «Мессершмитт Bf.109». Пержина занял третье место в пространственном маневрировании и четвёртое в маршрутном полёте (уступив в обоих случаях немецким коллегам).
После возвращения Пержина выиграл соревнования по авиационной стрельбе в Чехословакии и был отправлен на курсы повышения квалификации. В 36-й истребительной эскадрильи Пержина прослужил до 1938 года. После начала немецкой оккупации Чехословакии началось формирование новых эскадрилий ВВС, и Франтишек был назначен старшим пилотом 52-й истребительной эскадрильи, в составе которой принимал участие в пограничном конфликте с Венгрией, совершая разведывательные рейды без вступления в боестолкновения.
24 июня 1939 года Франтишек, достигший 28-летнего возраста, женился на Анне Климешовой (чеш. Anna Klimešová), а 26 июня уже отправился в Польшу (правда, без жены, которая не смогла покинуть страну из-за проблем с документами) с целью вступить во Французский Иностранный легион. После первого распада Чехословакии и присоединения Моравии и Богемии к нацистской Германии в качестве протектората Богемии и Моравии, так поступили многие чехословацкие лётчки, успевшие покинуть страну до роспуска ВВС. К началу немецкого вторжения в Польшу Пержина был уже на пути в Северную Африку.

### Французские ВВС
После того, как Франция объявила войну Германии, французское министерство авиации предоставило возможность перехода офицеров-лётчиков иностранного легиона в Военно-воздушные силы Франции. С 1 декабря 1939 года, после учебно-тренировочного центра (CIC No. 6 Chartres), где Пержина освоил пилотирование «Кёртисса H75-C1», Франтишек получил назначение в 1-ю эскадрилью 1-й истребительной группы 5-й истребительной эскадры (Groupe de Chasse 1/5, называемую также «Аисты» — фр. les Cigognes), базировавшуюся на 112 авиабазе в Сюипе, недалеко от Реймса (департамент Марна). Большинство французских лётчиков эскадрильи, включая её командира, капитана Жана Аккара, так же, как и Франтишек, принимали участие в цюрихском авиасалоне в 1937 году. Пержина взял французский псевдоним Франсуа Ринопе (фр. François Rinopé), так как считалось, что немцы относились к французским военнопленным лучше, чем к чехословакам.
С 10 мая 1940 года, с началом реализации Германией плана Манштейна (план «Гельб») против стран современного Бенилюкса (Бельгии, Голландии, Люксембурга), а также Франции, Пержина в первый же день столкновений сбил четыре самолёта противника за два боевых вылета. Когда на следующий Франтишек сбил пятый самолёт, он стал первым чешским асом Второй мировой войны. Уничтожив на следующий день ещё два самолёта, Пержина получил повышение и, благодаря освещению его подвигов в средствах массовой информации, стал известен во всей Франции. В течение трёх недель в мае 1940 года Франтишек Пержина официально сбил 11 самолётов противника (и два — вероятно).

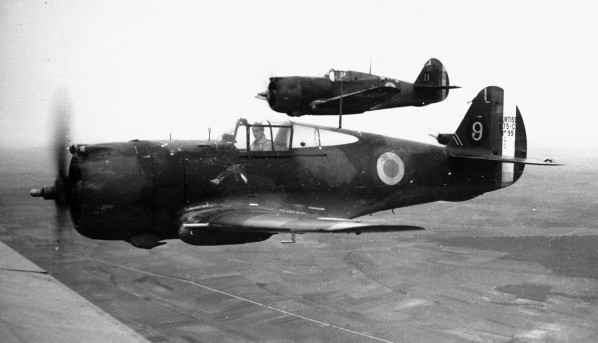
Звено «Кёртиссов H75-C1», на подобных Пержина летал во время Французской кампании (4-я эскадрилья, июнь 1940 года).

14 мая 5-я эскадрилья была переброшена в Сен-Дизье на Марне, и когда в июне 1940 года Люфтваффе сконцентрировали своё внимание на Париже, эскадрилья Пержины была брошена на перехват вражеских бомбардировщиков. 3 июня пришло известие, что в сторону города движутся полторы сотни вражеских самолётов, и эскадрилья Пержины была поднята в воздух для перехвата. В том бою самолёт Франтишека был подбит, а сам он ранен. Пержина был госпитализирован, но с приближением немцев был вынужден бежать в Париж, а затем в Шатр (департамента Сена и Марна), откуда отправился в Каркасон. Там, получив в расположении части GC 1/5 самолёт, он переправился в Оран, чтобы присоединиться к силам «Сражающейся Франции». За первую воздушную победу Пержине полагался «Военный крест», но уже в рядах «Французских сил освобождения» Франтишек был награждён орденом Почётного легиона и получил следующий «Военный крест» с «бронзовой пальмовой ветвью». Из Орана он на поезде добрался до Касабланки, откуда переправился в Великобританию.

### ВВС Великобритании и возвращение в Чехословакию
После 29-дневного плавания Франтишек Пержина поступил в расположение 312-й чехословацкой истребительной эскадрильи ВВС Великобритании, однако практически сразу же по приезде слёг с приступом аппендицита и был госпитализирован в Или. После его возвращения к службе эскадрилья была переведена в Эр (Шотландия). В ту же эскадрилью попал и сослуживец Франтишека из «Аистов» Алоис Вашатко, на тот момент тоже кавалер Ордена Почётного легиона и Французского Военного креста с «бронзовой пальмовой ветвью», лучший чехословацкий ас и пятый по результативности среди французских ВВС (Пержина на тот момент с 11 подтверждёнными и 2 вероятными победами был вторым по результативности среди чехословаков).
В составе эскадрильи Пержина занимался сопровождением бомбардировщиков. 3 июня 1942 года, находясь в сопровождении, он сбил ещё один вражеский самолёт (вторая победа была не подтверждена). Затем в течение года Франтишек занимал должность офицера артиллерийского сектора, а остаток войны провёл в штабе истребительной авиации, где занимался подготовкой чехословацких воздушных подразделений.
После окончания войны Пержина 19 июля 1945 года вернулся в Чехословакию, где его жена находилась в заключении с 1942 года. Получив должность начальника артиллерийской школы, Пержина продолжал заниматься высшим пилотажем и совместно с британскими коллегами разрабатывал методический материал для послевоенного обучения в ВВС. С приходом к власти чехословацких коммунистов и началом холодной войны Пержина был заподозрен в лояльности к Западу. В связи с этим и после случившегося в декабре 1948 года конфликта с заместителем министра национальной обороны Бедржихом Рейцином Франтишек был уволен из армии 1 марта 1949 года.

### Возвращение в Королевские ВВС и эмиграция
В апреле 1949 года Анна и Франтишек вместе со своим другом, пилотом Карелом Раду (чеш. Karlem Radou), предоставившим спортивный самолёт, бежали из Чехословакии. Во время перелёта в Западную Германию произошла неполадка с топливом и самолёт совершил аварийную посадку в Пассау, недалеко от советского сектора. Некоторое время Анна Пержинова находилась на лечении в Висбадене, затем супруги отправились в Великобританию, где Франтишек заключил пятилетний контракт с Королевскими ВВС.
Будучи старше 36 лет, Пержина не мог летать в боевых эскадрильях, но постоянно пилотировал небольшие самолёты. Франтишек служил в стрелковой команде Королевских ВВС и во время одного из соревнований по стрельбе встретился с маршалом Артуром Теддером, который предлагал ему продлить контракт. Зная, что не сможет получить звание выше майора, Пержина отказался, и они с женой эмигрировали в Канаду, где Франтишек, хоть и получил лицензию пилота гражданской авиации, не мог найти работу лётчика из-за возраста и около 5 лет работал на производстве фиберглассовых рыбацких лодок.
В 1959 году Франтишек и Анна получили визы Соединённых Штатов Америки (заявление на гражданство было подано ещё в 1949 году, но, поскольку квоты на чехов не было, ждать пришлось практически 10 лет) и в начале 1960-х годов перебрались в Лос-Анджелес, где Пержина устроился на работу в авиастроительную компанию Веббера (англ. Weber Aircraft LLC) в Бербанке. Первоначально Франтишек состоял в отделе по созданию катапультируемых кресел. В дальнейшем подразделение под началом Франтишека из более чем 300 человек занималось производством туалетов и кухонь для самолётов «Дуглас», «Локхид» и «Боинг» (в частности «Боинг 747») и проектом сидений для капсул по космической программе «Джемини». 15 марта 1979 года Франтишек Пержина вышел на пенсию и переехал с женой в Аризону, откуда из-за слишком жаркого климата позже переселился в Лас-Вегас (Невада).

### Возвращение на родину
После начала в Чехословацкой Социалистической Республике «бархатной революции» и отстранения коммунистов от власти, Франтишек и Анна посетили родину в 1990 году, а затем решили вернуться насовсем. Они переехали в марте 1993 года и поселились в районе Ржепы (Прага-17). Достижения Пержины впервые получили широкое признание, 9 июня 1994 года за выдающиеся заслуги полковник Пержина был удостоен звания генерал-майора, а 8 мая 2001 года — генерал-поручика. 29 октября 1997 года Франтишек получил от президента страны Вацлава Гавела высшую государственную награду Чехии — орден Белого льва (IV степени). На торжественном праздновании 95-летия Франтишек получил от президента Гавела памятную грамоту, а от министра обороны Карела Кюнла модель «Спитфайра», на котором в своё время летал, и наградную шпагу.
На родине Анну и Франтишека часто приглашали на различные мероприятия в качестве почётных гостей. Пержина стал почётным членом Ассоциации пилотов, а в 2000 году совместно с Мартином Стагаликом, Миланом Микулецку и Зденеком Дворжаком основал Чехословацкую историческую эскадрилью. 3 марта 2005 года городской совет Густопече объявил его почётным гражданином города (Франтишек лично принял этот статус 20 апреля).

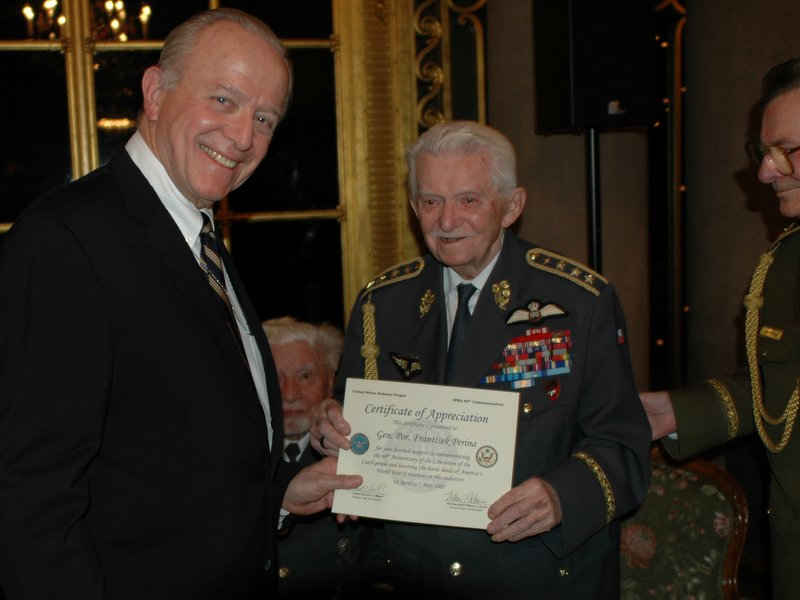
Посол США в Чехии Уильям Кабанис вручает благодарственное письмо Франтишеку Пержине, 1 декабря 2005 года.

1 декабря 2003 года 42-я истребительная эскадрилья Воздушных сил Чехии была переименована и получила имя генерал-майора Франтишека Пержины (сейчас это 212-я тактическая эскадра на 21-й базе ВВС в Чаславе), а сам Пержина стал её почётным командиром и покровителем.
21 апреля 2006 года умерла жена Анна, а здоровье самого Франтишека ухудшилось настолько, что через несколько дней он был госпитализирован в военный госпиталь Праги. 6 мая 2006 года, в возрасте 95 лет, Франтишек Пержина скончался и был похоронен в родной деревне Моркувки.

## Личный счёт
Франтишек Пержина с 12 подтверждёнными победами над самолётами противника считается четвёртым среди чехословацких лётчиков-истребителей Второй мировой войны. В этом списке ему предшествуют:
- Карел Куттельвашер (20)[35];
- Йозеф Франтишек (17)[36][37];
- Алоис Вашатко (15)[38].

Во Французской кампании Пержина считается вторым чехословацким лётчиком после Вашатко, у которого 12 побед в рядах ВВС Франции, а у Франтишека всего 11.
| №  | Дата/время        | В составе | Самолёт        | Противник           | Место                                | Примечания |
| -- | ----------------- | --------- | -------------- | ------------------- | ------------------------------------ | --- |
| 1  | 10 мая 1940       | GC 1/5    | Кёртисс H75-С1 | Дорнье Do 17Z       | Ден-сюр-Мёз                          | Совместно с Жаном Аккаром.                                                                                          |
| 2  | 10 мая 1940       | GC 1/5    | Кёртисс H75-С1 | Дорнье Do 17Z       | Ден-сюр-Мёз                          | Совместно с Аккаром.                                                                                                |
| 3  | 10 мая 1940       | GC 1/5    | Кёртисс H75-С1 | Дорнье Do 17Z       | Сюипе                                | Совместно с Аккаром.                                                                                                |
| 4  | 10 мая 1940       | GC 1/5    | Кёртисс H75-С1 | Дорнье Do 17Z       |                                      | Совместно с Аккаром.                                                                                                |
| 5  | 11 мая 1940       | GC 1/5    | Кёртисс H75-С1 | Хейнкель He 111h    | Суи                                  | Совместно с Аккаром и Франсуа Морелем. После пяти сбитых самолётов противника Пержина мог называться лётчиком-асом. |
| -  | 12 мая 1940       | GC 1/5    | Кёртисс H75-С1 | Юнкерс Ю-87 (Берта) | Между Седаном и Буйоном              | Не подтверждена (самолёт упал за передовой на германской стороне).                                                  |
| -  | 12 мая 1940       | GC 1/5    | Кёртисс H75-С1 | Юнкерс Ю-87 (Берта) | Между Седаном и Буйоном              | Не подтверждена (самолёт упал за передовой на германской стороне).                                                  |
| 6  | 12 мая 1940       | GC 1/5    | Кёртисс H75-С1 | Юнкерс Ю-87 (Берта) | Буйон                                | |
| 7  | 12 мая 1940       | GC 1/5    | Кёртисс H75-С1 | Юнкерс Ю-87 (Берта) | Буйон                                | |
| 8  | 18 мая 1940 14:45 | GC 1/5    | Кёртисс H75-С1 | Хейнкель He 111p    | Суасон                               | Совместно с Аккаром, Вашаткой и Жаном Рэ.                                                                           |
| 9  | 19 мая 1940       | GC 1/5    | Кёртисс H75-С1 | Хейнкель He 111     | Ес                                   | Совместно с Эдмоном Марен-ла-Меле.                                                                                  |
| 10 | 26 мая 1940       | GC 1/5    | Кёртисс H75-С1 | Хейнкель He 111p    | Танне                                | Совместно с Аккаром, Марен-ла-Меле, Ивоном ле Калвезом, Адольфом Враной, Марселем Рукетом.                          |
| 11 | 1 июня 1940       | GC 1/5    | Кёртисс H75-С1 | Хейнкель He 111h    | Дижон, в сторону швейцарской границы | Совместно с Аккаром и ле Калвезом.                                                                                  |
| 12 | 3 июня 1942 15:29 | 312-я     | Спитфайр Vb    | Фокке-Вульф FW-190  | Ла-Манш, недалеко от Шербура         | Пержина был госпитализирован из-за полученного в этом бою ранения.                                                  |
| -  | 3 июня 1942 15:29 | 312-я     | Спитфайр Vb    | Фокке-Вульф FW-190  | Ла-Манш, недалеко от Шербура         | Самолёт противника был подбит, победа не подтверждена.                                                              |

## Награды и память
За время службы в ВВС различных стран Франтишек был награждён:
 Офицер Ордена Почётного легиона, Франция;
 Четырежды кавалер Чехословацкого Военного креста 1939—1945 годов;
 Кавалер Французского Военного креста с четырьмя пальмами, двумя серебряными и двумя золотыми звёздами;
 Трижды кавалер медали «За храбрость перед врагом», Чехословакия;
 Кавалер «Звезды 1939—1945» со знаком участника Битвы за Британию, Великобритания;
 Награждён медалью «За военные заслуги» I степени, Чехословакия;
 Награждён Медалью войны 1939–1945, Великобритания;
 Награждён Памятной медалью чехословацкой армии за границей с планками за службу во Франции и Великобритании, Чехословакия;
 Награждён Памятной медалью войны 1939—1945, Франция;
 Кавалер звезды «За воздушную битву над Европой», Великобритания;
 Офицер Ордена Белого льва, Чехия.
В 1995 году была опубликована биографическая книга «Генерал неба», написанная другим чехословацким лётчиком Второй мировой — Франтишеком Файтлом, с которым Пержина вместе сражался во время Французской кампании и Битвы за Британию. Большое введение к ней было написано бывшим командиром Пержины, генералом ВВС Жаном Аккаром, в котором он описывал героизм и решимость Пержины во время службы во Франции.
Имя Пержины носит не только 212-я эскадрилья ВВС Чехии, но и (с 1 сентября 2002 года) одна из школ Праги в районе, где жили Франтишек и Анна. 6 мая 2010 года во дворе школы был торжественно открыт мемориал с памятной надписью и силуэтом Спитфайера.
27 октября 2006 года в Моркувках в присутствии генерала армии Чешской Республики Павла Штефки был торжественно открыт посвящённой Франтишеку Пержине музей, где была представлена коллекция документов, фотографий, обмундирования и наград, моделей самолётов и памятных вещей, связанных с жизнью пилота.
В ноябре 2011 года в Ниуэ была выпущена памятная золотая монета достоинством 100 новозеландских долларов с барельефом Франтишека, а в 2017 году вышли два набора из 4 монет, посвящённые лётчикам-асам Чехословакии во Второй мировой войне — Карелу Куттельвашеру, Алоису Вашатко, Йозефу Франтишеку и Пержине (серебряные номиналом в 1 и золотые — 10 новозеландских долларов).
На юбилейные даты Франтишека Пержины в Чехии проходят посвящённые ему выставки, а у могилы и мемориала — торжественные мероприятия и дни памяти.